# Beatrix holland királynő
Beatrix holland királynő (hollandul: Koningin Beatrix der Nederlanden, teljes nevén Beatrix Wilhelmina Armgard van Oranje-Nassau; Baarn, 1938. január 31. –) holland királyi, lippe–biesterfeldi és oránia–nassaui hercegnő, 1980-tól 2013-ig Hollandia királynője, Oránia–Nassau és Lippe–Biesterfeld uralkodó hercegnője.
2013. április 30-án aláírta azt az okmányt, amellyel lemondott a trónról fia, Vilmos Sándor javára, és a trónörökös ezzel Hollandia új uralkodójává vált. Ezzel új címe: Hollandia (prinses der Nederlanden), Oránia-Nassau és Lippe-Biesterfeld hercegnője.

## Élete

### Származása és ifjúkora
Beatrix holland hercegnő 1938. január 31-én jött világra a baarni Soestdijk-palotában I. Julianna holland királynő (1909–2004) és Bernát lippe-biesterfeldi herceg (1911–2004) első leányaként. Édesapja egy német hercegség uralkodócsaládjából származott, édesanyja az uralkodó holland királynő egyetlen gyermeke és örököse volt. A családnak rajta kívül még három leánya született; a fiúgyermek hiánya azonban nem jelentett dinasztikus gondot a nőági örökösödést is elfogadó holland királyi család számára. Beatrix hercegnő keresztelőjét május 12-én tartották a hágai Szent Jakab-templomban; keresztszülője volt például III. Lipót belga király és Aliz, Athlone grófnéja is. Második és harmadik keresztnevét nagyanyjai után kapta.
1940. május 10-én a franciaországi hadjárat megkezdésével Hollandia is bekapcsolódott a második világháborúba. Május 13-án a holland királyi család a brit fővárosba menekült a németek elől; egy hónappal később Beatrix hercegnő édesanyjával és húgával továbbutazott Kanadába, míg édesapja és királynő nagyanyja Londonban maradtak. Kanadában a család a Stornoway rezidenciában élt; a fiatal Beatrix hercegnő itt járt óvodába és az alsó tagozatot is itt végezte el. A királyi család 1945. augusztus 2-án tért vissza az országba a német csapatok megadása után, így a hercegnő és három húga a Soestdijk-palotában töltötték gyermekkoruk további részét. Beatrix hercegnő a De Werkplaats elemi iskolában folytatta tanulmányait, 1950 áprilisában lett a Baarns Líceum Incrementum részlegének tanulója, itt tette le érettségijét hat évvel később művészetekből és klasszikus művekből. A leideni egyetemen tanult tovább jogtudományt, szociológiát és történelmet; valamint később a Holland Antillák és Suriname kultúrájához kapcsolódó , illetve nemzetközi jog és történelem kurzusokon is részt vett. Diplomáját 1961-ben szerezte meg.

### Házassága és gyermekei

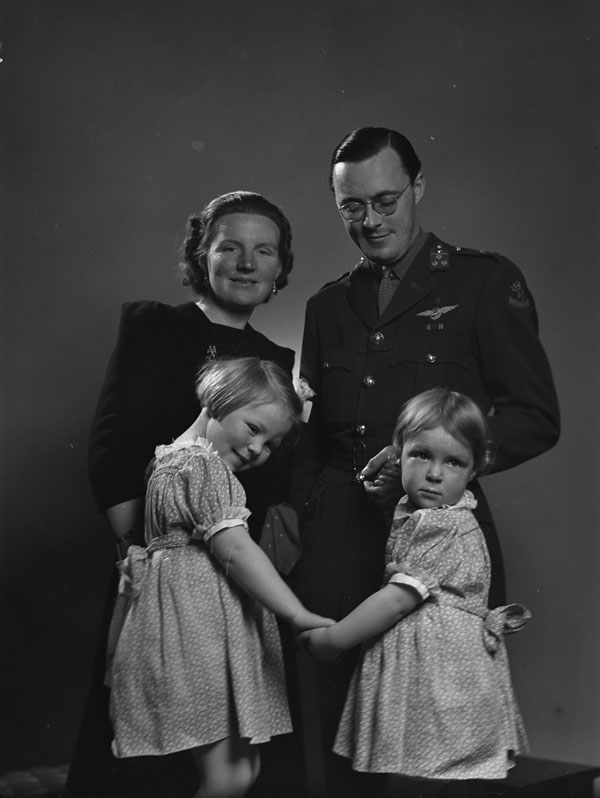
Beatrix holland hercegnő szüleivel és húgával, 1942

Beatrix holland hercegnő 1964-ben ismerkedett meg Claus von Amsberg (1926–2002) német származású nemessel. A német külügyminisztériumban dolgozó diplomata és a holland hercegnő 1965. június 28-án rádiós és televíziós adásban jelentették be eljegyzésüket, ami azonban nemtetszést váltott ki a hollandokból. Claus von Amsbergről előkerült egy fénykép, melyen a Hitlerjugend egyenruhájában pózolt, és a hollandok nagy része a nácizmussal társította Claus von Amsberget. A holland parlament ennek ellenére ősszel engedélyt adott a pár egybekelésére. Az esküvőt Amszterdamban, 1966. március 10-én tartották. A ceremóniával egy időben sokan tüntettek a vőlegény személye ellen. A közvélemény végül mégis elfogadta a herceget, elsősorban környezetbarát felfogása miatt. Claus von Ambserg holland állampolgárságot és holland hercegi címet kapott a házasság révén. A fiatal párnak a Drakensteyn-kastély adott otthont 1981-ig, ahol a menyasszony egyébként huszonegy éves kora óta élt. A kapcsolatból három fiúgyermek született:
- Vilmos Sándor (1967. április 27. –)
- Friso (1968. szeptember 25. – 2013. augusztus 12. )
- Konstantin (1969. október 11. –).

A holland királynő szabadidejében szívesen sportol: úszik, teniszezik, vitorlázik és síel. Nyaranként általában a királyi jachton, a Groene Draechen időzik, de előszeretettel vesz részt színházi előadásokon, balettbemutatókon és kiállításokon is. 2012 februárjában Friso herceg síbalesetet szenvedett ausztriai vakációja alatt: lavina temette maga alá, és az oxigénhiány miatt súlyos agykárosodást szenvedett. A herceget majd másfél évig egy londoni magánklinikán kezelték, de a kómából soha nem ébredt fel. . Friso herceg halálhírét 2013. augusztus 12-én jelentették be. Előzőleg a herceget a londoni magánklinikáról átszállították egy Amszterdamban található kórházba. 

## Uralkodása

A királynői monogram

Beatrix holland hercegnő 1948. szeptember 6-án lett a holland trón várományosa, mikor nagyanyja lemondott a koronáról édesanyja javára. Édesanyjához hasonlóan ő is úgy lépett hatalomra, hogy elődje lemondott a trónról. Beiktatására 1980. április 30-án került sor. Családjával ekkor átköltözött a hágai Huis ten Bosch-kastélyba, ezáltal téve Hágát ismét királyi várossá. Születésnapja – melyet édesanyja emlékére április 30-án ünnepel – nemzeti ünnep az országban.
A mindenkori holland uralkodónak a politikába kevés beleszólása van, személye jelképes. Beatrix királynő ennek ellenére hetente találkozott a miniszterelnökkel és rendszeresen értekezett a miniszterekkel és államtitkárokkal. Minden év szeptemberének harmadik keddjén az ő tiszte volt megnyitni az országgyűlést parlamenti beszédével, melyben vázolja a kormány terveit az elkövetkező évre. A királynő külpolitikai szerepköre nagyobb volt, rendszeresen részt vesz hivatalos állami látogatásokon és fogadásokon; 1986-ban és 1996-ban az uralkodó látogatást tett Magyarországon is.
2009. április 30-án egy férfi merényletet követett el a királyi család ellen: autójával belehajtott a családot köszöntő tömegbe. A merénylet nyolc halálos áldozatot követelt; ám a királyi család egyetlen tagja sem sebesült meg.

### Lemondása
2013. január 28-án a királynő országszerte közvetített rádiós és televíziós adásban jelentette be, hogy az év április 30-án lemond a trónról elsőszülött fia javára. A királynő beszédjében így fogalmazott: „Nem azért mondok le, mert kötelességeim már túl nagy terhet rónak rám, hanem mert meggyőződésem, hogy ideje átadni az új generációnak az országunkért való felelősséget.” A királynő országa történelmének legidősebb uralkodója volt.
Lemondása után a királynő holland hercegnői címet kapott.